# Scottish Football League Division One
Die Scottish Football League Division One war von 1893 bis 1975 die höchste Fußballliga in Schottland. Der Schottische Meister wurde zuvor von 1890 bis 1893 in der Scottish Football League ausgespielt. Von 1893 bis zu der letzten Spielzeit 1974/75 diente die Division One innerhalb der Scottish Football League als höchste Fußballliga. Ab 1975 löste die Premier Division die Division One ab.
Neun Mannschaften konnten in dieser Zeit die Meisterschaft gewinnen. Die Glasgow Rangers mit 34 Meisterschaften gefolgt von Celtic Glasgow mit 26 Titeln sowie Heart of Midlothian und Hibernian Edinburgh, die viermal erfolgreich waren, sowie Third Lanark, der FC Aberdeen, FC Dundee, FC Kilmarnock und FC Motherwell die einmal Meister wurden.

## Mitglieder der Scottish Division One
In der letzten Saison 1974/75 spielten folgende achtzehn Mannschaften in der Scottish Division One (für die folgenden Spielzeiten in der höchsten schottischen Spielklasse siehe Scottish Football League Premier Division, Scottish Premier League bzw. Scottish Premiership):
- Airdrieonians FC
- Ayr United
- Celtic Glasgow
- Dunfermline Athletic
- Dundee United
- FC Aberdeen
- FC Arbroath
- FC Clyde
- FC Dumbarton
- FC Dundee
- FC Kilmarnock
- FC Motherwell
- FC St. Johnstone
- Glasgow Rangers
- Greenock Morton
- Heart of Midlothian
- Hibernian Edinburgh
- Partick Thistle